# Kārlis Lasmanis
Kārlis Lasmanis (Ventspils, 8 april 1994) is een Lets basketballer.

## Carrière
Lasmanis speelde gedurende zijn profcarrière verscheidene clubs in eigen land en kort voor de Duitse tweedeklasser Rasta Vechta. Hij speelde in 2012 voor de eerste keer 3x3-basketbal en sinds 2016 neemt hij regelmatig deel aan wedstrijden. Sinds 2018 is hij enkel nog bezig in het 3x3-basketbal bij verschillende ploegen: Armet, (Riga) Ghetto Basket, Team Riga, RIGA Ghetto en Dublina-Rīga-Dublina.
Hij werd in 2017 Europees kampioen en het jaar erop won hij zilver met de Letse ploeg. In 2019 wonnen ze op het wereldkampioenschap zilver. Op de Olympische Spelen van 2020 wonnen ze goud na de Russische ploeg te verslaan in de finale.
Zijn vader Uģis Lasmanis was een Olympisch roeier en zijn zus Rūta Kate Lasmane een verspringster.

## Erelijst

### Olympische Spelen
- 2021:  Tokio

### Wereldkampioenschap
- 2019:  Nederland

### Europees kampioenschap
- 2017:  Nederland
- 2018:  Roemenië

### World Tour
- 2017:  WT Chengdu
- 2018:  WT Lausanne
- 2018:  WT Debrecen
- 2018:  WT Hyderabad
- 2018:  WT Chengdu
- 2018:  WT Bloomage Beijing Finale
- 2019:  WT Doha
- 2019:  WT Chengdu
- 2019:  WT Praag
- 2019:  WT Debrecen
- 2020:  WT Debrecen
- 2020:  WT Hongarije
- 2020:  WT Doha
- 2020:  WT Jeddah Finale
- 2021:  WT Abu Dhabi
- 2021:  WT Mexico-Stad
- 2022:  WT Montreal
- 2022:  WT Cebu
- 2022:  WT Riyadh

2020: Agnis Čavars & Edgars Krūmiņš & Kārlis Lasmanis & Nauris Miezis ·
2024: Jan Driessen & Dimeo van der Horst &  Arvin Slagter & Worthy de Jong